# Club Atlético Alto Perú
Il Club Atlético Alto Perú, meglio noto semplicemente come Alto Perú, è una società calcistica di Montevideo, in Uruguay.

## Palmarès
- Divisional Intermedia de Fútbol de Uruguay: 1
  - 1968

- Divisional Extra de Fútbol de Uruguay: 1
  - 1965